# Atteva albiguttata
Atteva albiguttata är en fjärilsart som beskrevs av Philipp Christoph Zeller 1873. Atteva albiguttata ingår i släktet Atteva och familjen spinnmalar. Inga underarter finns listade i Catalogue of Life.